# Hypericum elatoides
Hypericum elatoides är en johannesörtsväxtart som beskrevs av Robert Keller. Hypericum elatoides ingår i släktet johannesörter, och familjen johannesörtsväxter. Inga underarter finns listade i Catalogue of Life.